# Philip Hindes
Philip Hindes (Krefeld, Alemania, 22 de septiembre de 1992) es un deportista británico que compite en ciclismo en la modalidad de pista, especialista en la prueba de velocidad por equipos.
Participó en dos Juegos Olímpicos de Verano, obteniendo una medalla de oro en cada participación, ambas en la prueba de velocidad por equipos, en Londres 2012 haciendo equipo con Chris Hoy y Jason Kenny y en Río de Janeiro 2016 con Jason Kenny y Callum Skinner. Ganó una medalla de plata en el Campeonato Mundial de Ciclismo en Pista de 2018.
Hindes fue nombrado miembro de la Orden del Imperio Británico (MBE) en el año 2012 por sus éxitos deportivos.

## Medallero internacional
| Juegos Olímpicos   | Juegos Olímpicos          | Juegos Olímpicos | Juegos Olímpicos      |
| Año                | Lugar                     | Medalla          | Competición           |
| ------------------ | ------------------------- | ---------------- | --------------------- |
| 2012               | Londres ( Reino Unido)    | Medalla de oro   | Velocidad por equipos |
| 2016               | Río de Janeiro ( Brasil)  | Medalla de oro   | Velocidad por equipos |
| Campeonato Mundial |                           |                  |                       |
| Año                | Lugar                     | Medalla          | Competición           |
| 2018               | Apeldoorn ( Países Bajos) | Medalla de plata | Velocidad por equipos |

1. ↑  Compitió en la ronda de clasificación.